# Ларами, Жак
Жак Ларами (фр. Jacques La Ramée) — франкоканадский первопроходец, траппер, охотник и маунтинмен.
Мало что известно о его жизни. Он впервые появился на территории современного штата Вайоминг примерно в 1815 году. Ларами организовал в этих краях группу свободных трапперов, которые ставили ловушки на бобров и продавали меха. В 1820 или 1821 году он обосновался на реке, которая теперь носит его имя. После того, как Ларами не появился на встрече маунтинменов, группа трапперов отправилась на его поиски.
Существуют две версии его смерти. По одной, его убили индейцы племени арапахо и его труп был обнаружен на реке Ларами возле бобриной плотины. По другой версии, на него напал медведь гризли.
Жак Ларами стал известен после своей смерти. Многие места Вайоминга названы в его честь, включая округ Ларами, города Ларами и Форт-Ларами. 